# Johan Fredrik Nilsson
Johan Fredrik Nilsson, född 2 augusti 1846 i Lyrestads socken, Skaraborgs län, död i juni 1933 i Malmö, var en svensk maskiningenjör. 
Nilsson var elev vid slöjdskolan i Stockholm 1863–1864 samt avlade maskinistexamen vid navigationsskolan i Stockholm 1875 och övermaskinistexamen vid navigationsskolan i Malmö 1880. Han var anställd vid mekaniska verkstäder i Stockholm och Malmö 1865–1872, maskinist och övermaskinist i handelsflottan på utrikes sjöfart 1872–1889 och verkmästare i maskinverkstaden på Kockums Mekaniska Verkstads varv i Malmö 1890–1926.